# Cítric
Els cítrics o agres (Citrus) són un gènere de grans arbusts, d'entre 3 i 15 metres, de fulla perenne, de la família de les rutàcies. Els seus fruits posseeixen un alt contingut en vitamina C, la qual els proporciona aquest típic sabor àcid tan característic. Són originaris de l'Àsia tropical i subtropical, i en formen part tres espècies pròpiament dites i nombrosos híbrids conreats, incloses les fruites més àmpliament comercialitzades, com la llimona, la taronja, la llima o llimona dolça i la mandarina, amb diverses varietats que depenen de la regió en què es conreïn.
Generalment, els cítrics no són resistents al fred, temperatures continuades sota zero poden fer malbé tant els fruits com els brots joves, i per això són espècies cultivades en zones compreses entre els paral·lels 40 N i 40 S. Aquests conreus són abundants en totes les zones litorals de la conca mediterrània, essent molt comuns al sud del Principat i al País Valencià, on és regulat com a Indicació Geogràfica Protegida.

## Etimologia
La paraula «cítric» deriva del mot llatí citrus, que significa ‘llimona’. En última instància, procedeix del mot grec κέδρος (kedros), emprat per referir-se a arbres com ara el cedre, el pi i el xiprer. Aquesta etimologia és deguda a la semblança entre els aromes que desprenen les fulles i els fruits del ponciler i l'olor que fa el cedre.

## Història
Hi ha evidència que la regió de Yunnan és d'on s'originà el gènere, amb la prova d'un fòssil de Citrus linczangensis del Miocè superior. Generalment es creu que els cítrics provenen del Sud-est asiàtic. D'Àsia passà a Australàsia durant el Miocè superior.
El ponciler, que cap al segle vii fou el primer cítric introduït a Espanya, i els tarongers agres, portats pels àrabs al segle x o xi, foren els únics cítrics plantats en abundància a l'Imperi Romà d'Orient. La llimonera arribà a la península Ibèrica cap a la mateixa època, seguida pel taronger dolç (segle xv), el mandariner (segle xix) i l'aranger gros (segle xx).
Al segle xviii esdevingueren un conreu comercial al País Valencià i altres parts d'Europa.

## Morfologia
Els cítrics són arbustos grossos o arbres perennifolis (excepte el taronger trifoliat, que és caducifoli) que assoleixen una alçada d'entre 5 i 25 metres. Les flors són blanques, mentre que els fruits, de forma esfèrica, són de color verd, groc o negre quan maduren.

### Branques
Les branques joves són verdes i quadrades. Presenten crestes a la base de les fulles que creixen gradualment cap avall. Tenen una secció triangular que va desapareixent a mesura que progressa el creixement secundari. A les axil·les de les fulles hi ha gemmes i, de vegades, espines. En general, les espines només estan ben desenvolupades en les plantes joves o en les branques en ple creixement. Les gemmes es poden desenvolupar en simples brots vegetatius, brots amb fulles i flors o només amb flors. Les branques no culminen en una gemma terminal, sinó que l'última gemma lateral compleix aquesta funció (simpodi).

### Tiges
Els cítrics tenen un únic tronc de color terrós. La quantitat de ramificacions varia d'una espècie a l'altra. El port pot ser de tipus erecte, globós o obert. La fil·lotàxia és de 3/8 en la majoria de les espècies. En els pomelos, en canvi, és de 2/5.

### Arrels
Les arrels assoleixen una gran extensió i profunditat. Hi ha una arrel principal i diverses de secundàries.

## Classificació
El gènere Citrus inclou un nombre indeterminat d'espècies perquè els seus límits i composició  han estat objecte de controvèrsia durant l'últim segle. Tot i que la classificació taxonòmica és complexa, una recent investigació genètica ha identificat deu espècies de cítrics progenitors. Aquestes deu espècies ancestrals inclouen 7 espècies asiàtiques i 3 d’australianes. Les set espècies de cítrics asiàtics són C. medica (poncem), C. maxima (aranja grossa), C. reticulata (mandarina pura), C. micrantha, C. ichangensis, C. Fortunella margarita (Kumquat), i C. mangshanensis. Les tres espècies australianes inclouen C. glauca (llima del desert australiana), C. australis (llima rodona australiana) i C. australasica (llima de dit australiana). D’entre aquestes n’hi ha tres especialment destacades perquè es troben associades als cítrics comercialment importants: poncem (C. medica), mandarina (C. reticulata) i aranja grossa o pomelo (C. maxima), les quals mostren llimones, llimes, taronges i aranges com a híbrids entre elles. A causa de la facilitat d'hibridació dels cítrics, tots els conreus per a ús comercial s'obtenen empeltant les espècies desitjades sobre plançons seleccionats per la seva resistència a les malalties. Poncirus va ser classificada com a cítric, però més avant una investigació genètica va concloure que no pertanyia al gènere dels cítrics.

### Espècies del gènereCitrus

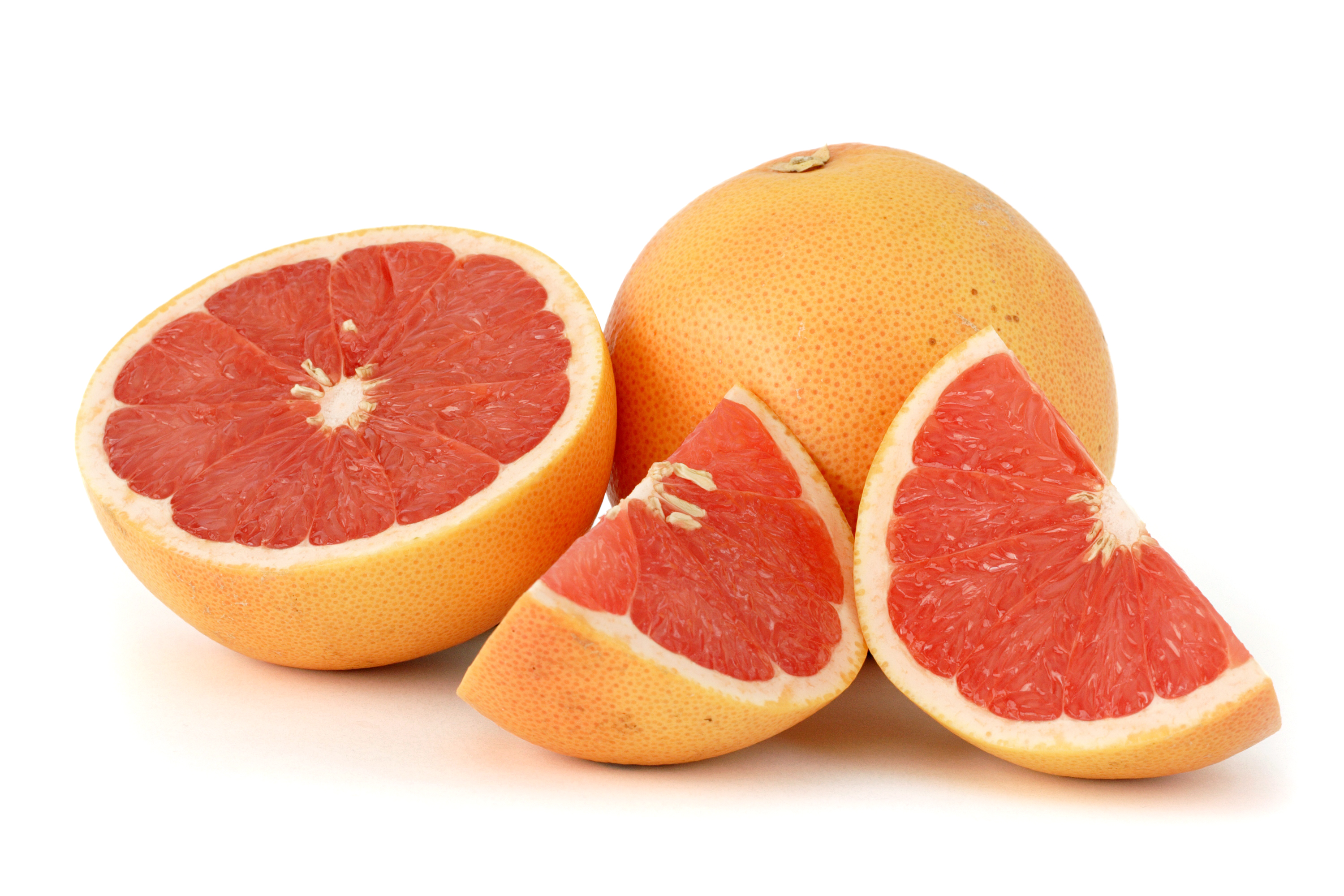
Aranger

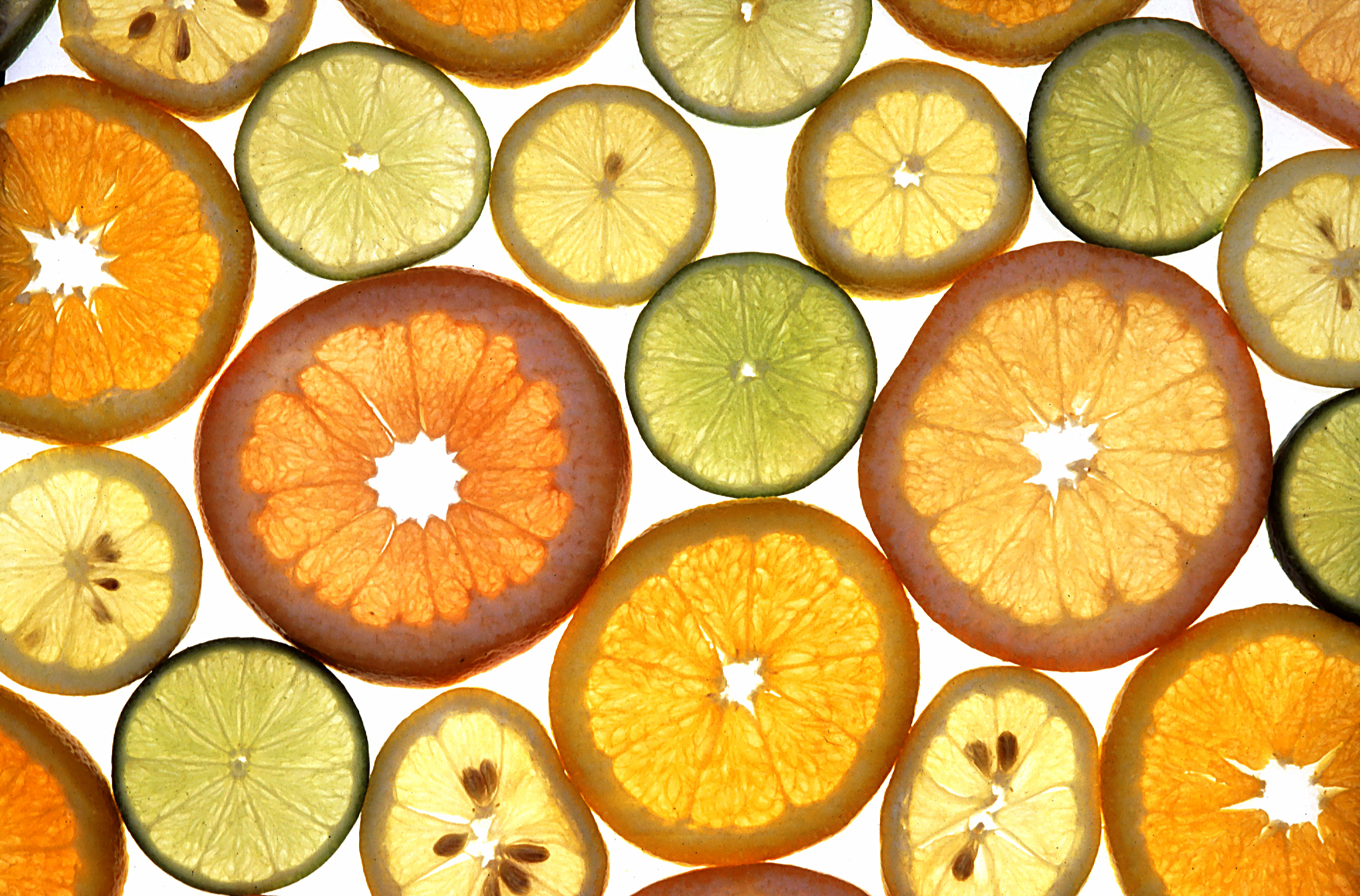
Diferents cítrics tallats a rodanxes

Hi ha quaranta-sis espècies de cítrics catalogades.
- Citrus amblycarpa
- Citrus aurantifolia (llimoner àcid)
- Citrus aurantium (taronger bord)
- Citrus australasica
- Citrus australis
- Citrus clementina (clementina)
- Citrus bergamia
- Citrus deliciosa
- Citrus depressa
- Citrus glauca
- Citrus halimii
- Citrus hystrix (cumbabà)
- Citrus ichangensis
- Citrus indica
- Citrus iyo
- Citrus jambhiri
- Citrus japonica (cumquat)
- Citrus latipes
- Citrus latifolia (llimoner de Pèrsia)
- Citrus limettioides
- Citrus limetta
- Citrus limon (llimoner)
- Citrus limonia (rangpur)
- Citrus macrophyla
- Citrus macroptera
- Citrus mangshanensis

Un estudi genòmic confirma que és una espècie diferenciada de les altres.
- Citrus maxima (aranger gros)
- Citrus medica (poncemer)
- Citrus monstruosa
- Citrus myrtifolia
- Citrus natsudaidai
- Citrus nobilis (mandariner)
- Citrus pennivesiculata
- Citrus paradisi (aranger)
- Citrus reshni
- Citrus reticulata (mandariner)
- Citrus sinensis (taronger)
- Citrus sphaerocarpa (kabosu)
- Citrus sudachi
- Citrus sunki
- Citrus tachibana

Segons un estudi del genoma, la mandarina Tachibana no és una espècie diferent a C. Reticulata, sinó una subespècie.
- Citrus tamurana
- Citrus tangelo
- Citrus tangerina
- Citrus trifoliata
- Citrus unshiu (satsuma)
- Citrus vocameriana

## Nutrició i salut
Els fruits dels cítrics són un aliment ric en vitamina C. Se solen menjar frescos després de pelar-los. Són fàcils de dividir en trossos. N'és una excepció l'aranja, que habitualment es parteix per la meitat per consumir-ne la carn amb una cullera. Els cítrics també es poden esprémer per obtenir-ne el suc. Els més àcids, en canvi, no se solen menjar sols, sinó que es fan servir per afegir un toc d'acidesa a altres aliments. La llimona també es pot beure en forma de llimonada, normalment diluïda amb aigua i endolcida una mica amb sucre.
Diversos cítrics, especialment l'aranja, poden afectar l'absorció i el metabolisme dels medicaments fins a tres dies després de la ingestió dels fruits, per la qual cosa els pacients que prenguin medicaments susceptibles d'interaccionar amb els cítrics han d'evitar aquests fruits (i els seus sucs) mentre segueixin el tractament. Aquests efectes són deguts a les furanocumarines i, en menor mesura, els flavonoides presents en els cítrics.

## Plagues
Els cítrics, com les altres plantes, es veuen afectats per plagues. Al Baix Ebre i el Montsià, els artròpodes que es consideren perjudicials per als cítrics són els següents:
- aranya parda (controlada)
- aranya roja (poc controlada)
- caparreta blanca (controlada)
- caparreta negra (quasi controlada)
- caparreta tova (controlada)
- cotonet (quasi controlada)
- cotxinilla acanalada (ben controlada)
- minador dels brots (mal controlada)
- mosca blanca cotonosa (controlada)
- mosca del Mediterrani (mal controlada)
- poll gris (mal controlada)
- poll roig (controlada)
- pugons (poc controlada)
- serpeta grossa (mal controlada)

## Conreu dels cítrics
Article principal: Citricultura

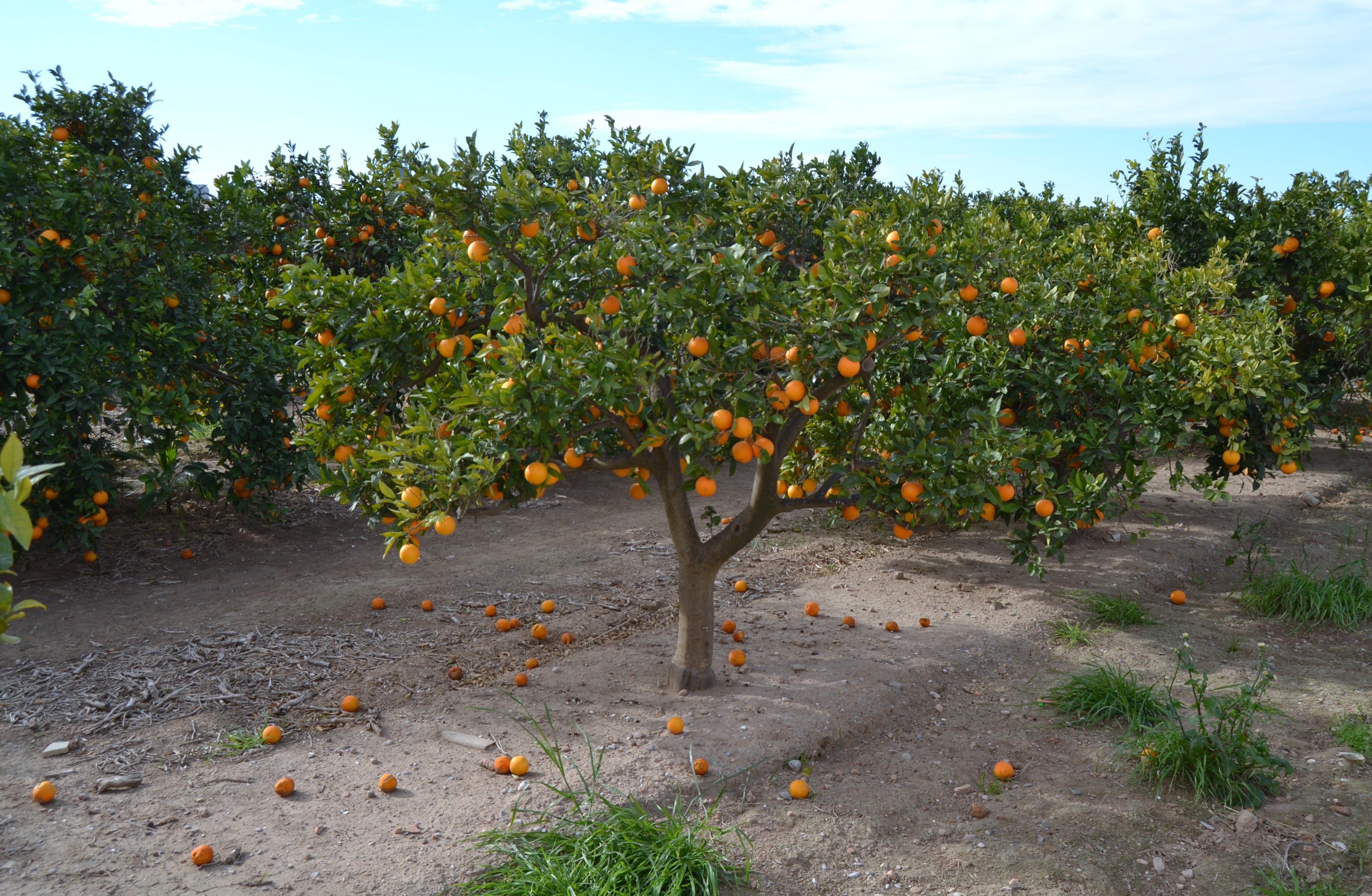
Camp de tarongers al Poble Nou, València.

En la citricultura actual, els arbres cultivats són, en realitat, la combinació de dos vegetals, una varietat productora que s'empelta sobre un patró, peu o portaempelt, que integra la part inferior del tronc i el sistema radicular. Un dels principals motius per a utilitzar aquesta tècnica de cultiu és l’existència de varietats de gran valor agronòmic i bona producció (període de producció i grandària, quantitat i qualitat organolèptica del fruit), que, no obstant això, no solen tenir bones qualitats de tolerància a salinitat, sequera, pH alt, inundacions o plagues. La combinació d’un portaempelt amb un sistema radicular molt resistent i una varietat de producció d’elevada qualitat poden oferir garanties de durabilitat de l'arbre i millores en la producció i maneig del cultiu. Aquesta tècnica també permet avançar la producció en uns quants anys.
En general, els cítrics s'adapten bé a diferents climes, però el seu creixement es veu limitat per les baixes temperatures i gelades. A les regions mediterrànies, l’increment de les temperatures provocat pel canvi climàtic produirà una major evapotranspiració, un descens de les precipitacions i, en conseqüència, un augment de les necessitats d’irrigació en un cultiu que, per si mateix. ja té una alta demanda de reg. L’increment de la irrigació suposa, per a moltes zones de cultiu, major pressió sobre els aqüífers, que, al seu torn, en provoca la salinització a causa d’una major intrusió d’aigua marina, especialment en les zones costaneres com la conca mediterrània. A més, l’ús prolongat d’aigua salinitzada per al reg produeix una degradació permanent del sòl a causa de la dispersió dels agregats que el componen. En general, a conseqüència del canvi climàtic, la citricultura haurà d’afrontar un augment en la freqüència i intensitat dels períodes de sequera, la salinització i degradació dels sòls de cultiu i l’increment de les temperatures.
- Condicionament del terreny: Un cop obtinguda la varietat desitjada, l'agricultor ha de condicionar el terreny per a la plantació. Les mancances en la composició del sòl o la presència de paràsits animals o virus en la terra es poden resoldre adobant i sanejant la terra; tanmateix, el tipus i les característiques del sòl (normal, fèrtil i profund; alcalinitat, acidesa, salinitat…), així com el clima, condicionen la varietat que s'ha de plantar.
- Plantada: Acomodat el terreny, s'emplaça cadascun dels arbres a una distància d’uns 5’50 m entre línies i 4 m entre arbres aproximadament, uns i altres, a fi d’evitar la competència pels elements minerals del sòl, la llum i l'aigua. Com la resta d’arbres fruiters, siguin joves o adults, el procés de producció de tot cítric té lloc en un cicle anual, subjecte a diverses tasques agrícoles: adobar, podar, aplicar tractaments i recol·lectar.
- Poda: El cicle vegetatiu del cítric i la varietat determinen la poda. De forma que no es pot dur a terme durant les tres brotacions a l’inici de la primavera, per Sant Joan i a finals d’estiu, sinó posteriorment a les parades vegetatives de la planta, que tenen lloc a l’hivern i a principis d’estiu. La finalitat de la poda és controlar el creixement i la forma de l'arbre a fi d’augmentar la qualitat del fruit. Tanmateix, l’edat de l'arbre i la varietat condicionen el fet d’esporgar-lo d’una manera o d’una altra. Així, si es tracta d’un arbre jove, es fa el que s'anomena poda de formació. L’objectiu és aconseguir una estructura forta, llevant les mínimes branques. Malgrat que els cítrics estan sotmesos a una sola poda, les brotacions posteriors obliguen a esporgar altres vegades. Exactament, requereixen esnovar. És a dir, llevar els brots nous, tendres i improductius que prenen saba als productius.[21]
- Adobat: Un cop finalitza la poda hivernal de les varietats primerenques, el pagès adoba amb fertilitzant ric en nitrogen per estimular la brotació de primavera. S'inicien les etapes de desenvolupament floral: la floració, la pol·linització i la fecundació. En termes generals, la primera s'estimula amb la fertilització d’adobs rics en potassi. Les flors s'obren a l’espera de ser pol·linitzades i transformar-se en fruit.
- Combat de plagues: Al moment també es comencen a executar les actuacions contra les plagues d’insectes. Al febrer s'inicia contra l'aranya roja, un àcar greument perjudicial contra les clementines, que passa per diferents estadis de desenvolupament (ou, larva, nimfa/pupa i adult) i causa decoloració i defoliació. A l'abril es du a terme contra els pugons, petits insectes que absorbeixen la saba i deformen les fulles i els brots tendres. En ambdós casos hi ha pagesos que afronten aquesta situació amb la lluita biològica, és a dir, conservant i millorant l'acció dels enemics naturals; o utilitzant productes fitosanitaris. La plaga més temuda actualment, però, és la mosca de la fruita o mosca de la Mediterrània, que ataca el fruit un cop ja està madur.
- Neteja del terreny: Durant la primavera i l’estiu, el pagès també ha de fer front a les herbes que creixen a l’entorn de l'arbre i que absorbeixen l'aigua i els nutrients del sòl. L’ús d'herbicides de contacte, translocació i residuals selectius, així com la sega de l’herba són maneres d’afrontar-ho.
- Collita: Un cop els fruits arriben a l’estat de maduresa òptima, s'inicia el període de recol·lecció, que s'allarga aproximadament nou o deu mesos, tenint en compte totes les varietats conreades.[21]

La mida de la fruita és un dels paràmetres més importants que determinen la rendibilitat dels cítrics. Els mercats tenen exigències específiques per a valorar la mida òptima de la fruita. La mida insatisfactòria de la fruita redueix molt la rendibilitat, amb costos de producció sovint superiors als oferts als consumidors (mercat). La intensitat de la floració durant la primavera i les tasques de manipulació selectives, són imortants a l'hora d'obtenir una bona mida dels fruits.

## Producció mundial de cítrics

Continents i regions mundials amb major producció de cítrics

Els cítrics són una de les categories més destacades de fruites i hortalisses, tant pel seu volum de producció com pel seu comerç. En els darrers trenta anys, la producció de cítrics a tot el món ha continuat augmentant de manera constant i ara arriba als 130 milions de tones, el que suposa un creixement al voltant del 125%.
Amb tot, l'augment de la producció és inferior al creixement global del sector hortofrutícola en general durant el mateix període, que va augmentar més d'un 155%. Això s'ha traduït en una menor quota de mercat de cítrics en el sector.
El comerç mundial de cítrics ha seguit una tendència similar. Les exportacions mundials de cítrics han crescut més d'un 120% en els últims trenta anys, arribant als 160 milions de tones […] Els cítrics, tot i que segueixen sent una categoria líder del sector hortofrutícola, s'enfrontaran en els propers anys a importants reptes per mantenir la seva posició en un mercat cada cop més globalitzat, complex i competitiu pel fort creixement de productes com el mango, el kiwi, el raïm de taula, i l'alvocat i el meló, així com la reducció del consum de fruita a causa dels canvis d'estil de vida i la creixent competència amb altres categories de productes alimentaris.
| Regió continental | 2011      | 2016      | 2019      | major productor de la regió (2019) | producció |
| ----------------- | --------- | --------- | --------- | ---------------------------------- | --------- |
| Àfrica            | 12.146,8  | 14.128,4  | 15.579,3  | Egipte                             | 4.632,7   |
| Àsia              | 53.730,6  | 61.751,3  | 71.887,8  | Xina                               | 37,739.0  |
| Carib             | 827,7     | 627,3     | 589,6     | Haití                              | 182,7     |
| Amèrica Central   | 8.427,3   | 9.239,6   | 9.676,5   | Mèxic                              | 8.413,7   |
| Europa            | 11.003,2  | 11.389.4  | 10.537.8  | Espanya                            | 6.008,5   |
| Amèrica del Nord  | 12.752.1  | 14.034,5  | 15.043,4  | Estats Units d'Amèrica del Nord    | 7.944,0   |
| Oceania           | -         | -         | 541,5     | Austràlia                          | 517,8     |
| Amèrica del Sud   | 28.964    | 26.436,3  | 27.736,3  | Brasil                             | 19.652,8  |
| Total             | 126.250,1 | 132.092,8 | 143.755,6 |                                    | 85.098,2  |

En el món es van produir uns 158 milions de tones de cítrics en la campanya de 2019-2020. L'Estat Espanyol ocupa la sisena posició en la llista de països productors. Els estats que la superen dediquen el producte més a consum intern (cas de la Xina, l'Índia o Mèxic) i a l'exportació de sucs, com el Brasil.

### Producció de cítrics als Països Catalans
Al País Valencià es van produir 3.508.051 tones de cítrics en la temporada 2020-2021.
|                | Alacant | Castelló | València  | Total     |
| -------------- | ------- | -------- | --------- | --------- |
| mandarina      | 135.614 | 659.041  | 795.860   | 1.590.515 |
| taronja dolça  | 219.014 | 119.601  | 1.257.229 | 1.595.844 |
| llimones       | 302.393 | 324      | 1.448     | 304.165   |
| pomelo         | 5.695   | 339      | 10.783    | 16.817    |
| altres cítrics | 354     | 156      | 156       | 666       |
| taronja amarga | 0       | 0        | 44        | 44        |
| Total          | 663.070 | 779.461  | 2.065.520 | 3.508.051 |

El País Valencià lidera les exportacions de cítrics al món, amb el 14% del total, si bé només acull el 2% de la producció. És a dir, que enfoca la major part del producte al consum exterior. […] La citricultura representa el 34% de les terres de cultiu valencianes; el 35% de la producció de la branca agrària i el 46% de la producció vegetal. No obstant això, el pes de la citricultura valenciana ha descendit respecte a la resta de l'Estat: si el 2012 representava el 63%, el 2020 ha caigut al 33%. Tanmateix, el País Valencià continua representant el 67% de les exportacions de cítrics de l'Estat. Per tipus de cultius, es manté la preponderància en mandarines (70% de la superfície i 64% de la producció de tot l'Estat); han baixat les taronges i han augmentat les llimes.
El conreu de cítrics a Catalunya es desenvolupa bàsicament a les terres de Tarragona (179.152 tones) i Barcelona (147 tones), amb un volum total de 179.299 tones (2020) de les quals 135.501 tones corresponen a la mandarina, 43.546 a la taronja i 152 tones a llimona i pomelo. Pel que fa a la superfície conreada amb cítrics, l'any 2018 hi havia 6.661 ha dedicades al conreu de la mandarina, 2.172 a la taronja i 28 a la llimona.
A les Illes es dediquen 1.593 ha al conreu dels cítrics, amb una producció total de 8.860 tones (2020) on 6.153 tones corresponen a les taronges, 929 a les mandarines, 1.733 a les llimones i 45 a les aranges.